# Sint-Jakobuskerk (Fisch)

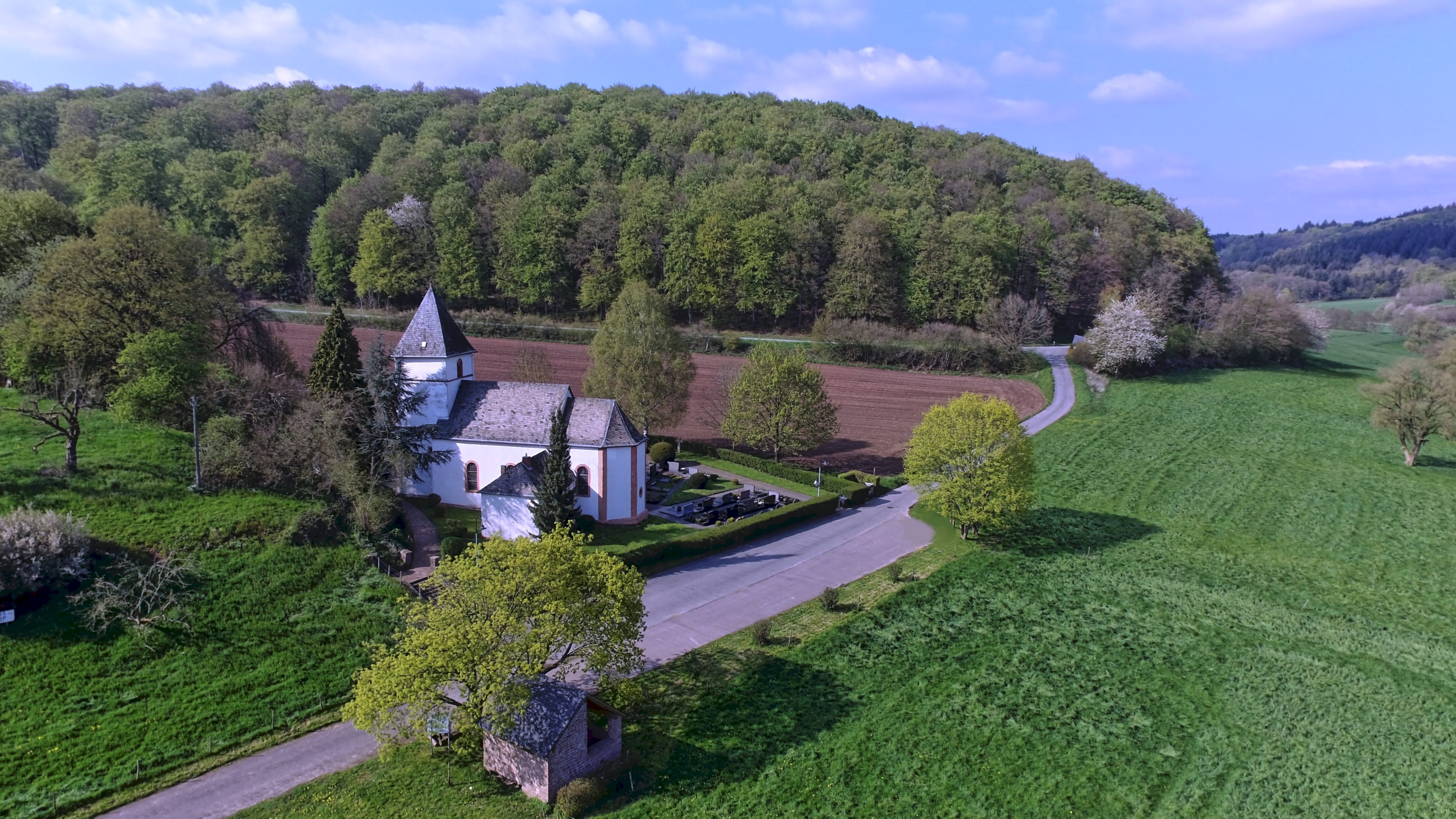
De Jakobsweg met Jakobuskerk

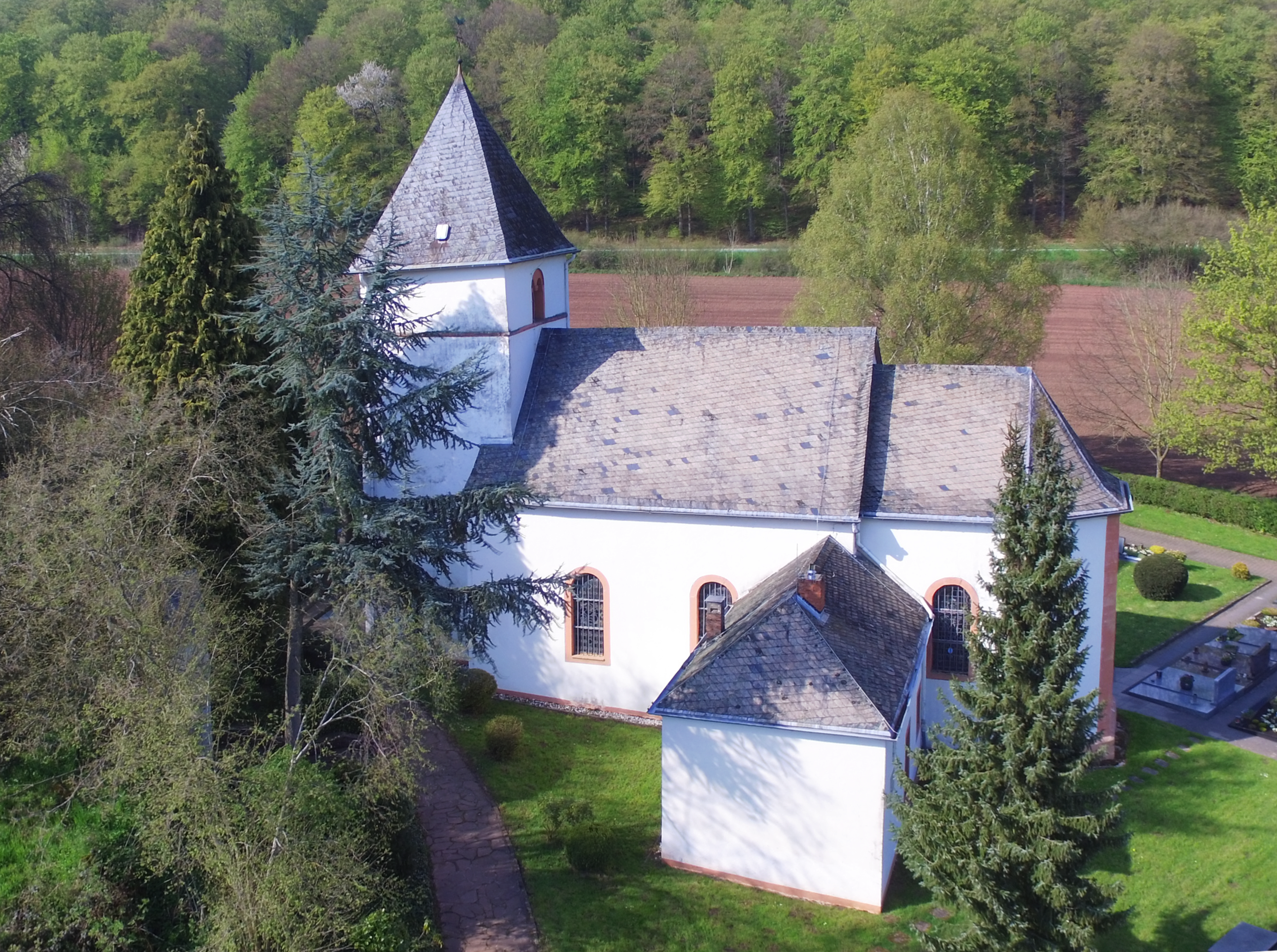
De kerk vanuit het zuiden

De Sint-Jakobuskerk of Rehlinger kerk is een rooms-katholieke parochiekerk bij de plaats Fisch bij Saarburg. De romaanse toren is het oudst en dateert van omstreeks 1100 en het geheel is een beschermd monument van Rijnland-Palts. De kerk is gewijd aan Jakobus de Meerdere en ligt lager dan het huidige dorpje, in het dal van de Mannebach, aan een pelgrimsroute naar Santiago.

## Geschiedenis
De huidige kerk was oorspronkelijk de parochiekerk van de ten onder gegane nederzetting Littdorf en van het hofgoed Rehlingen, dat boven de kerk in richting Körrig lag. De kerk is de enige bekende rest van Littdorf, mogelijk een Frankische nederzetting. Op de zogenaamde bedevaartslijst van Albero, aartsbisschop van Trier uit de eerste helft van de 12e eeuw, wordt Littdorf genoemd als een plaats van waaruit men jaarlijks ter bedevaart naar het graf van bisschop Lutwinus in Mettlach moest. Al voor de Dertigjarige Oorlog was deze nederzetting echter verdwenen en in 1569 werd de parochie aangeduid als Rehlingen. In 1743 wekte de parochienaam Littdorf verwarring, omdat men toen geen plaats met deze naam kende.
De plaats van de kerk is mogelijk gekozen vanwege de bron die daar nog altijd water geeft, aan de overkant van de Jakobsweg. Het kerkgebouw dateert uit ongeveer 1100, maar was mogelijk niet het eerste op deze plaats. De eerste vermelding van de kerk stamt uit de Taxa generalis van het aartsklooster rond 1330. De kerk is anno 2023 parochiekerk van de parochie Litdorf-Rehlingen en omvat de woonkernen Fisch, Rehlingerhof en Kahren.
De toren van circa 1100 is het oudste bouwdeel van de kerk, het barokke interieur van het schip van 1793 en het koor van 1667.
De Sint-Jakobuskerk was tot 1903 ook parochiekerk van Mannebach, Körrig en Kümmern en tot 1812 van Kahren. Ze werd regelmatig gerenoveerd, onder andere in 2000. Anno 2023 behoort ze tot de parochiegemeenschap Saarburg en wordt ze nog beperkt voor erediensten gebruikt. In de zomer is de kerk dagelijks open en kunnen pelgrims hun pelgrimspas laten afstempelen.

## Uitvoering
De zandstenen voorstaande kerktoren is gemetseld uit breuksteen en heeft aan de noord-, oost- en westzijde galmgaten. De kerk bestaat uit een twee-assig schip en een driezijdig gesloten koor. De toren is voorzien van een portaal uit het bouwjaar van het schip. De torenhal met kruisgewelf heeft een doorgang naar het schip, maar normaal gesproken is deze door een hek afgesloten.

## Inrichting

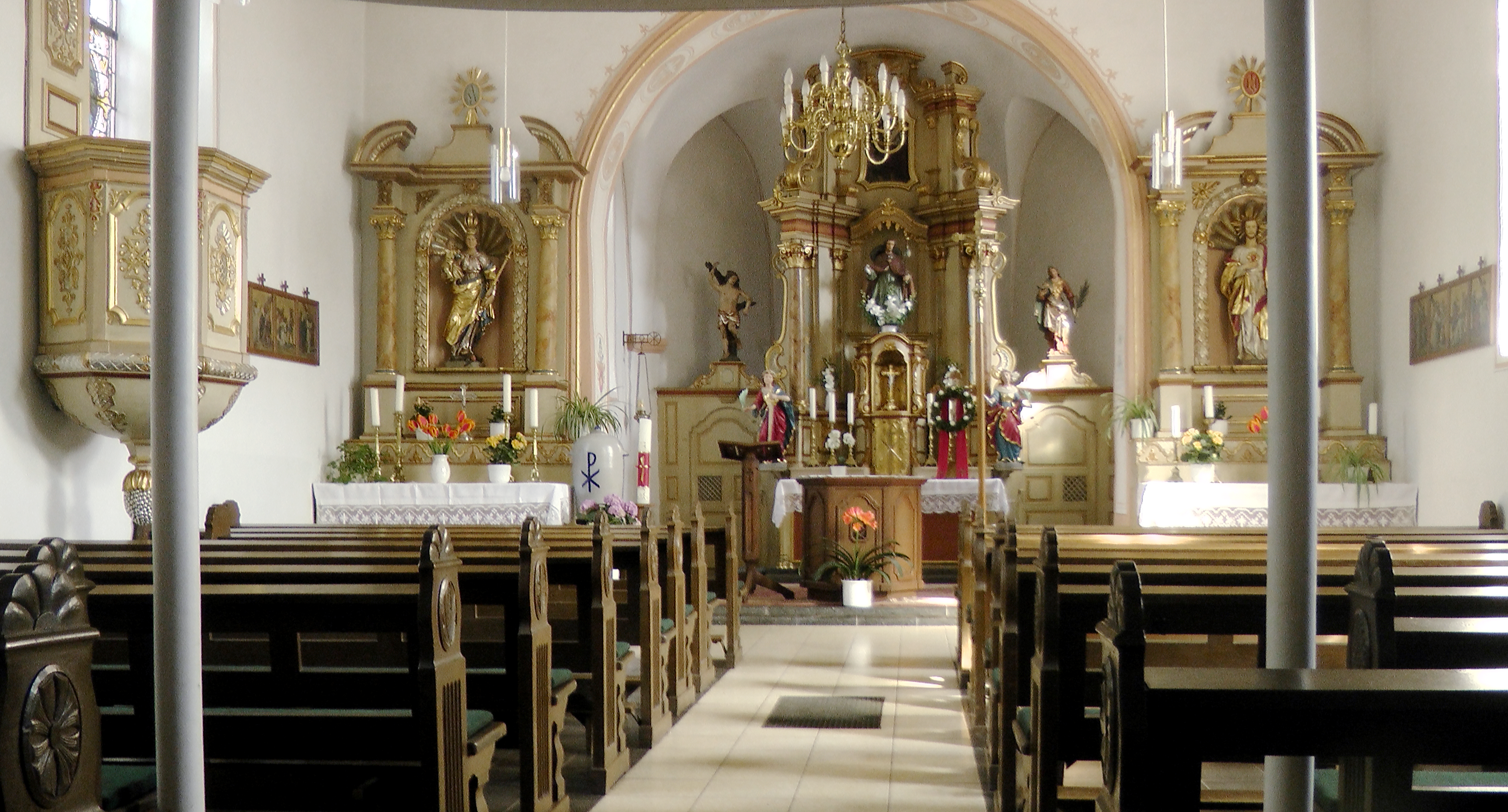
Het barokke interieur

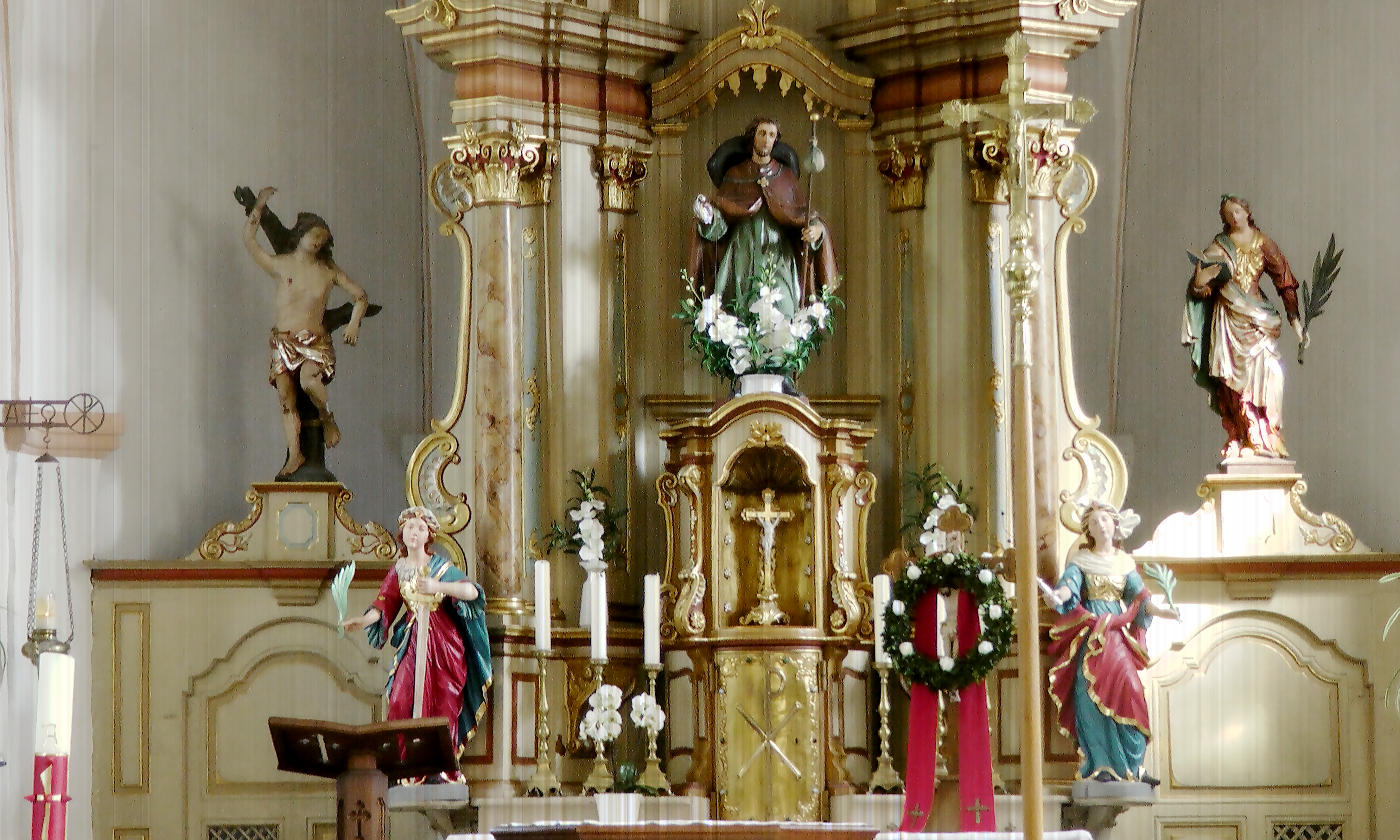
Het hoogaltaar

De kerk bezit een barokke inrichting uit de bouwperiode van het schip: drie houten altaren en een kansel. Het hoofdaltaar is aan Jakobus de Meerdere gewijd en bevat relikwieën van Simeon van Trier; de zijaltaren waren oorspronkelijk aan de Maria, de Moeder Gods en Lucia gewijd. Deze laatste werd later vervangen door een Heilig-Hartbeeld dat rechts van het hoogaltaar is geplaatst. In het hoogaltaar zelf werden het Jakobusbeeld en het olieverfschilderij van het offer van Melchisedek in de bovenste boord later eraan toegevoegd. De huidige trappenloze rococo-kansel draagt het jaartal 1756. Aan de linkse koorwand bevindt zich een reliëf dat Oswald von Bellenhausen toont, die bij een overval door roofridders vermoord werd.

## Klokken
In de klokkentoren bevinden zich twee historische bronzen klokken. De kleinere klok wordt wegens haar vorm als Spitzhut (spitshoed) of Zuckerhut (suikerhoed) beschreven. Ze was waarschijnlijk een geschenk van het adelgeslacht van Von Bellenhausen en werd rond 1250 gegoten. De grote klok van 1594 was een geschenk van de edelen van Warsberg, die sinds 1557 de bezitters van het Rehlinger Hof waren. Ze is een zogenaamde stormklok en is met gotische ribben versierd. Haar inschrift luidt:
IN GOTTES NAMEN LAUTEN ICK – BOES WETTER VERTREIBEN ICK – JAKOB DER GROER HISCHEN ICK – ANNO DOMINI 1594 – P B R

## Betekenis
De kerk is een relatief kleine kerk met een romaanse toren en een barok ingericht schip, een type dat nog tot midden 19e eeuw in de regio Saar-Obermosel veel voorkwam. Wegens de groeiende bevolking werden deze kerken voor de meeste plaatsen te klein en zijn ze door grotere neogotische gebouwen vervangen.